# Parmursa
Genre
Parmursa est un genre de tardigrades de la famille des Halechiniscidae. 

## Liste des espèces
Selon Actual checklist of Tardigrada species :
- Parmursa fimbriata Renaud-Mornant, 1984
- Parmursa torquata Hansen, 2007

## Publication originale
- Renaud-Mornant, 1984 : Halechiniscidae (Heterotardigrada) de la campagne Benthedi, Canal du Mozambique. Bulletin du Muséum National d'Histoire Naturelle, Section A Zoologie Biologie et Écologie Animales, vol. 6, no 1, p. 67-88.